# Thaumatomyia trifasciata
Thaumatomyia trifasciata är en tvåvingeart som först beskrevs av Zetterstedt 1848.  Thaumatomyia trifasciata ingår i släktet Thaumatomyia och familjen fritflugor. Arten är reproducerande i Sverige. Inga underarter finns listade i Catalogue of Life.